# MW-1
Die Mehrzweckwaffe 1 (MW-1) war ein ursprünglich für die F-104G Starfighter vorgesehener und später für den Panavia Tornado übernommener Streumunitionsbehälter aus deutscher Produktion zum Einsatz gegen Flächenziele.

## Geschichte
Die Beschaffung der MW-1 für die Bundeswehr wurde nach über 15-jähriger Entwicklungszeit 1984 beschlossen. 1985 begann der Zulauf in der deutschen Luftwaffe. Hersteller war die Firma Raketentechnik GmbH aus Unterhaching (heute PARSYS GmbH). Bei dieser handelte es sich um ein Tochterunternehmen von Diehl und Messerschmitt-Bölkow-Blohm (MBB). Von ursprünglich geplanten 2554 MW-1 wurden lediglich etwa 850 Stück zu einem Preis von 2,315 Milliarden Deutsche Mark gekauft.
Neben Deutschland hat nur Italien die Fähigkeit die MW-1 einzusetzen, da hierfür spezielle technische Vorbereitungen erforderlich sind. Bestellt wurden für die italienischen Luftstreitkräfte zunächst 100 Stück, davon mindestens 30 in einer Minen-Konfiguration.

### Weiterentwicklung
Eine lose Weiterentwicklung der MW-1 ist die Bombkapsel 90, eine Art "Gleitbombe", die in großer Entfernung ihre Streubomben ausbringen konnte. Die Bombkapsel 90 wird in der schwedischen Luftwaffe verwendet. In Deutschland wurde die Bombkapsel 90 von DaimlerChrysler Aerospace unter der Bezeichnung DWS-39 hergestellt.
Der Einsatz am Eurofighter Typhoon wurde erprobt und die Waffe als einsatzfähig klassifiziert.

## Beschreibung
Die MW-1 ist ein System aus drei oder vier HZG-1/2-Submunitionsbehältern mit verschiedenen Kleinbomben und Minen. Der Einsatz des MW-1 erfolgt im Tiefflug (minimal 30 m Flughöhe). Die Submunition wird in einem Intervall von 0,6 Sekunden ausgestoßen. Danach verteilt sie sich auf einer Fläche mit 800 m Länge und 180 m Breite.

### Submunitionsdispenser
Die Ausstoßbehälter bestehen aus je einem abgerundeten Vorder- und Hinterteil und einem oder zwei Mittelteilen. Ein Anbau erfolgt unter dem Flugzeugrumpf des Tornados an den äußeren beiden Außenlastträgern. Die Container verfügen über bis zu 112 seitlich angeordnete Ausstoßrohre. In Abhängigkeit von der zu verschießenden Munition beträgt das Gewicht des Gesamtsystems bis zu 4,7 Tonnen. Für An- und Abbauübungen wurden Beladetrainer ohne Munition hergestellt. Flugfähiges Übungsgerät wurde nicht entwickelt. 

### Submunition
Der Behälter wurde so konzipiert, dass verschiedene Arten von Submunition pyrotechnisch seitlich aus den Ausstoßrohren verschossen werden konnten. 
Folgende Beladung der MW-1 war möglich:
- KB 44 (Kleinbombe 44; 42 pro Rohr): Bomblet mit Splitter- und Hohlladungswirkung: zum Einsatz gegen ungepanzerte und leicht gepanzerte Ziele wie Fahrzeuge und abgestellte Flugzeuge etc. Gewicht 0,6 kg.
- MUSPA (Multi-Splitter-Passiv-Aktiv; 6 pro Rohr): Mine mit akustischen Sensor, Magnetfeldsensor und Zeitzünder zur Selbstneutralisierung. Mit Splitterladung (2.100 Metallsplitter) Zerstörung oder Beschädigung vorbeirollender Flugzeuge und Fahrzeuge. Verfügt über Räum- und Aufhebeschutz. Gewicht 4,5 kg.
- MUSA (Multi-Splitter-Aktiv; ähnlich der MUSPA; 6 pro Rohr): Bomblet mit Aufschlag- und Zeitzünder. Mit Splitterladung (2.100 Metallsplitter) zur sofortigen oder zeitgesteuerten Detonation. Verfügt über Räum- und Aufhebeschutz. Gewicht rund 4 kg.
- MIFF (Mine-Flach-Flach; 8 pro Rohr): Panzerabwehrmine mit Doppelhohlladung. Ausgerüstet mit seismischem Sensor, Magnetfeldsensor und Zeitzünder zur Selbstneutralisierung. Verfügt über Räum- und Aufhebeschutz. Gewicht 3,4 kg.
- STABO (Startbahnbombe; 2 pro Rohr): Bombe zur Zerstörung von Start-/Landebahnen. Die zunächst beim Aufschlag detonierende Hohlladung schafft einen Kanal in der Oberfläche. Eine Nachschussladung schafft einen unterirdischen Hohlraum, der aufwändig beseitigt werden muss, um die Startbahn wiederherzustellen. Gewicht 17 kg.

Zusätzlich sind zwei Mischbeladungen möglich, die gegen Panzer-/Fahrzeugansammlungen bzw. Flugplätze optimiert sind. Die Bundeswehr beschaffte folgende Modelle der MW-1
| Modell | Inhalt                        | Beschaffte Anzahl |
| ------ | ----------------------------- | ----------------- |
| DM11   | 668 MUSA                      | 147+              |
| DM12   | 4536 KB44                     | 98+               |
| DM22   | 200 STABO                     | 177+              |
| DM31   | 88 MUSA + 508 MUSPA + 96 MIFF | 172+              |
| DM32   | 2184 KB44 + 448 MIFF          | 250+              |

Die Minen zerlegen sich jeweils nach einer voreingestellten Zeit selbst.
Der ASW (Anti-Shelter-Wirkkörper), eine Bombe gegen gehärtete Flugzeugschutzbauten (engl. Shelter) mit einem ähnlichen Aufbau wie die STABO, wurde zwar entwickelt jedoch nicht beschafft.
Das Vereinigte Königreich als weiterer Tornado-Nutzerstaat entwickelte mit dem JP233 ein Pendant zur MW-1. Dessen Submunition war ausschließlich für Flugplätze optimiert (Startbahnbomben/Minen) und wurde beim Zielüberflug nach unten ausgestoßen. Tornados der britischen Royal Air Force und der saudischen Luftstreitkräfte waren in der Lage je zwei JP233-Behälter zu tragen. Diese Waffe kam im Zweiten Golfkrieg 1991 zum Einsatz.

## Einsatz
Die MW-1 wurde zur Zeit des Kalten Kriegs beschafft, um mit einem möglichst geringen Kräfteansatz Ziele mit einer großen räumlichen Ausdehnung, wie zum Beispiel gegnerische Flugplätze oder Panzeransammlungen, bekämpfen zu können. Das Ziel musste dabei im Tiefstflug überflogen werden. In Abhängigkeit von der Beladung und dem Einsatzprofil konnte ein Bereich von 300 bis 500 Metern Breite und 180 bis 2500 Meter Länge abgedeckt werden. Zur Verringerung des Gewichtes und des Strömungswiderstandes und des daraus resultierenden höheren Treibstoffverbrauches sollten die Behälter nach dem Ausstoß der Munition vom Flugzeug abgesprengt werden.
Bei der MW-1 handelte es sich um eine Einmal-Waffe. Ein Aufmunitionieren und eine erneute Nutzung nach einem Einsatz war nicht möglich.

## Verbot von Landminen/Streumunition
Wie die Submunition von Streubomben oder des JP233 ist auch die MW-1 trotz einer relativ niedrigen Blindgängerquote von maximal 1 % und der zeitlich sichergestellten Selbstzerlegung im Fokus der aktuellen Diskussion über den Einsatz und die Lagerung von Landminen beziehungsweise Streumunition.
Deutschland klassifiziert die MIFF und die MUSPA ebenfalls als Minen, die gegen entsprechende Abkommen verstoßen und hat daher eine Nutzung ausgeschlossen. Zur Frage nach der Einstufung der MUSA, STABO und KB44 als Streumunition und eines Nutzungs- und Lagerungsverbots gemäß dem Oslo-Prozess gibt es noch keine offizielle Stellungnahme. Vielmehr wird bisher lediglich auf die parallele Ausphasung der MW-1 und des Tornados verwiesen.

## Nutzer
- Deutschland: 844
- Italien: 100

## Bilddarstellung

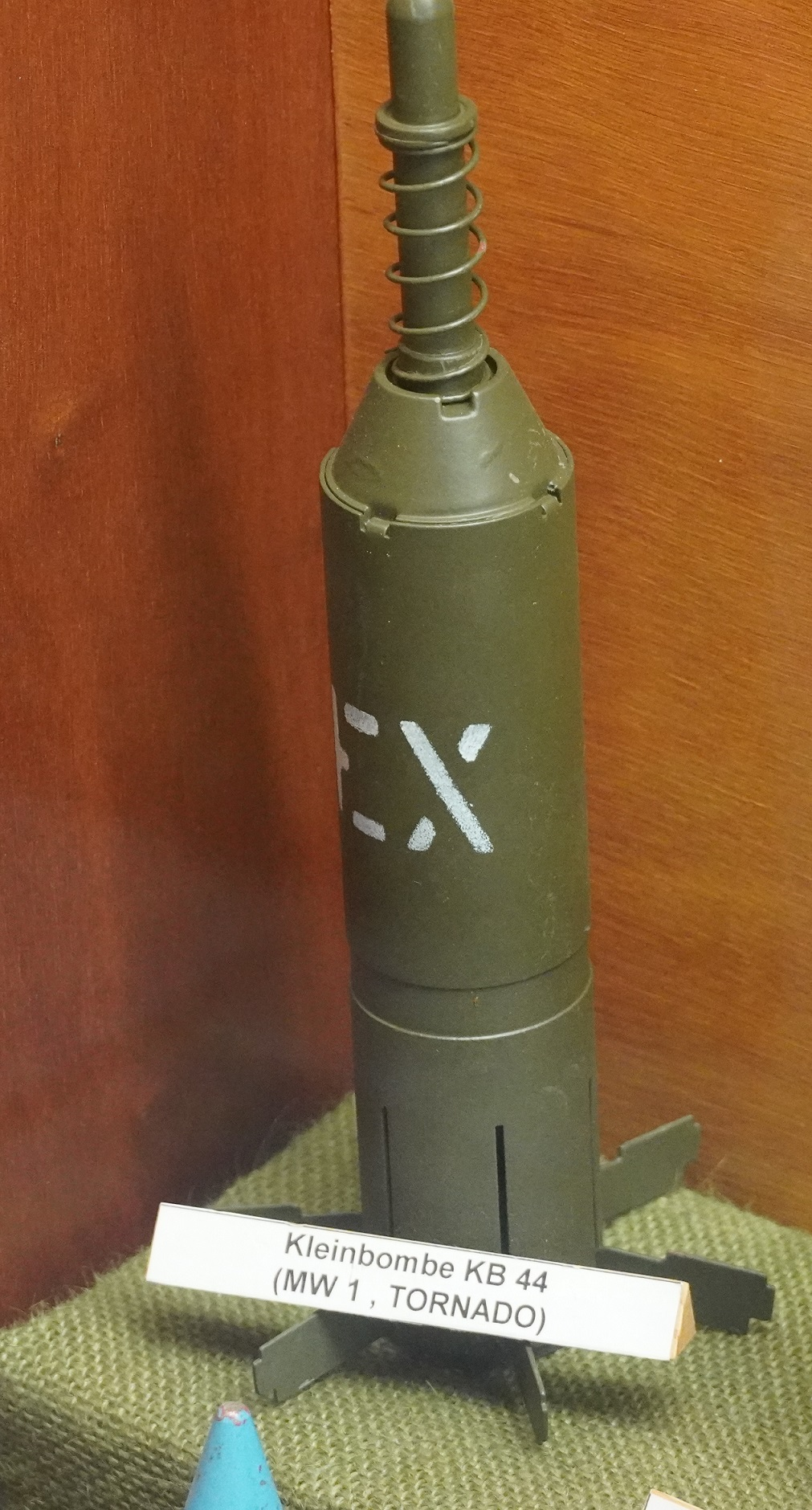
Kleinbombe KB44